# Station Neuenkirchen (Oldb)
Station Neuenkirchen (Oldb) (Bahnhof Neuenkirchen (Oldb)) is een spoorwegstation in de Duitse plaats Neuenkirchen-Vörden, in de deelstaat Nedersaksen. Het station ligt aan de spoorlijn Delmenhorst - Hesepe. Het station telt twee perronsporen. Op het station stoppen alleen treinen van de NordWestBahn.

## Treinverbindingen
De volgende treinserie doet station Neuenkirchen (Oldb) aan:
| Serie | Treinsoort                  | Route                                                                              | Bijzonderheden |
| ----- | --------------------------- | ---------------------------------------------------------------------------------- | -------------- |
| RB 58 | Regionalbahn (NordWestBahn) | Osnabrück Hbf – Bramsche – Neuenkirchen (Oldb) – Vechta – Delmenhorst – Bremen Hbf | Der Bramscher  |